# Le Tilleul, Seine-Maritime
Le Tilleul là một xã thuộc tỉnh Seine-Maritime trong vùng Normandie miền bắc nước Pháp.

### Huy hiệu
| Arms of Le Tilleul | The arms of Le Tilleul are blazoned: Paly Or and azure, on a chief gules a linden flower slipped and leaved between 2 seagulls respectant Or. Bản mẫu:Canting Arms |

## Dân số
| Năm | 1962 | 1968 | 1975 | 1982 | 1990 | 1999 | 2006 |
| --- | ---- | ---- | ---- | ---- | ---- | ---- | ---- |
| Dân số | 439  | 518  | 453  | 525  | 564  | 582  | 680  |
| From the year 1962 on: No double counting—residents of multiple communes (e.g. students and military personnel) are counted only once. |      |      |      |      |      |      |      |